# Sanganhèta
La sanganhèta és un plat tradicional de la cuina aranesa a base de sang quallada de porc o d'anyell, fregida amb all i julivert, "a l'estil aranès", però que també pot tenir altres ingredients, com ceba o trossets de cansalada.
La recepta és relativament flexible i els ingredients poden variar una mica segons on es faci. La sang, per exemple, en altres llocs pot ser també de xai, cabrit, bou, vedella, pollastre, ànec, oca o conill. Pot ser que es bulli abans de fregir-la, en especial si és de porc o vedella, però no forçosament. Pot incloure dauets de cansalada, molles de pa, ceba, etc.
Amb aquestes variants, a més de la Vall d'Aran, la sanganhèta es menja en altres llocs, on rep noms diferents: sang amb ceba en alguns llocs de Catalunya, de València i de les illes Balears; sangueta en algunes comarques valencianes; sanqueta a la Catalunya Nord i a la meitat sud d'Occitània (Gascunya, Llenguadoc, Provença), on també pot rebre els noms de sanguet, sanguina, sang de calhon ("sang de porc", en occità). A la Vall d'Aran, de vegades poden trobar cartes de restaurants i fullets turístics on la sanganhèta es tradueix amb l'equivalent en altres llengües de l'expressió sang a l'aranesa.

## Plats semblants
La sanganhèta i plats semblants abans eren molt més corrents que ara, i es menjaven tant als Països Catalans com a Occitània. De vegades no es tractava d'un plat acabat, sinó d'una preparació intermèdia que s'afegia per donar gust a les picades, a la pilota d'una escudella o, tallada a trossets, a un arròs. D'altres, sí que es menjava com a plat, bé a base de sang sola, bé barrejada amb altres vísceres, com fetge, pulmó, etc. Alguns d'aquests plats més complexos, i que prenen altres noms, que han arribat fins als nostres dies són, per exemple, el freginat (Catalunya) o el frit mallorquí (Balears), que ja apareixen al Llibre de Sent Soví (receptari català del s.XIV).
A Bearn (Gascunya), la sangueta no és, com al País valencià, una sanganhèta de sang sola, sinó un plat més complex que també conté galta, tripes i melsa de vedella.